# Operacja praska

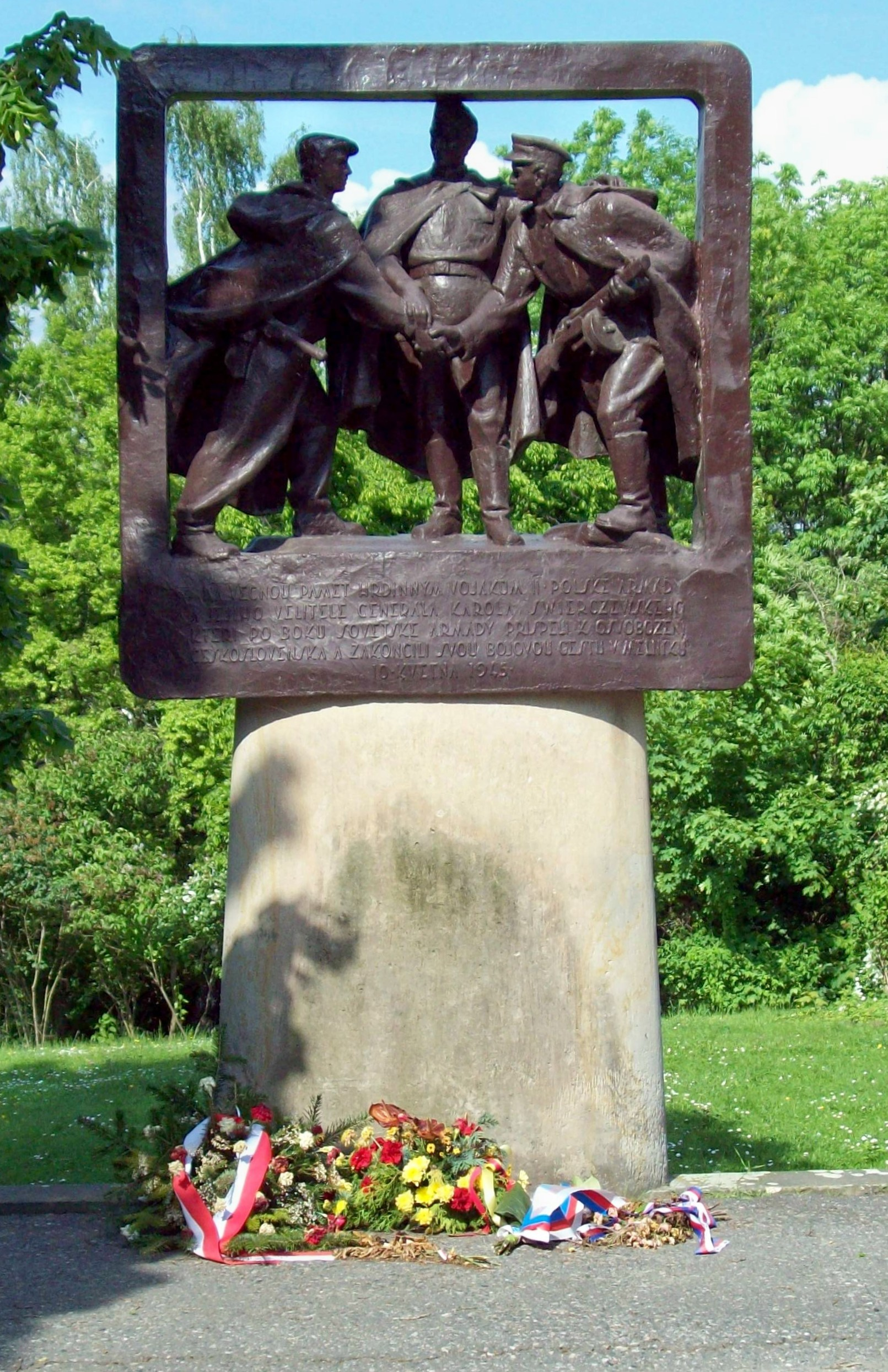
Pomnik polsko-czechosłowackiej przyjaźni odsłonięty w 1960 roku w mieście Mielnik

Operacja praska (ros. Пражская стратегическая наступательная операция) – ostatnia duża radziecka ofensywa w Europie podczas II wojny światowej mająca miejsce między 6 a 11 maja 1945 roku. Operacja praska zakończyła się 2 dni po kapitulacji III Rzeszy i jest też ściśle związana z powstaniem praskim. W wyniku operacji Praga została wyzwolona przez Armię Czerwoną. Kapitulacja Grupy Armii Środek nastąpiła 9 dni po kapitulacji Berlina i 2 dni po Dniu Zwycięstwa.

## Tło sytuacyjne
13 kwietnia 1945 roku wojska 2 i 3 Frontu Ukraińskiego zdobyły Wiedeń stwarzając tym samym idealne warunki do zajęcia północnej i środkowej części Austrii, uderzenia na zachodnią i południową część tego państwa i wyzwolenia Czech. W tym samym czasie część sił 9 Gwardyjskiej Armii 3 Frontu Ukraińskiego ścigała cofających się na zachód Niemców. Do 15 kwietnia oddziały radzieckie opanowały cały brzeg Dunaju do Krems an der Donau, zdobywając przy tym St. Pölten. Opór Niemców w zalesionym i górzystym terenie stawał się coraz silniejszy i natarcie w tym rejonie zostało zatrzymane, podobnie jak centrum 3 Frontu Ukraińskiego uderzające na Graz. Na północ od Wiednia 2 Front Ukraiński rozpoczął zajmowanie pozycji umożliwiających przeprowadzenie natarcia w kierunku Pragi. Na południu, czyli na lewym skrzydle 3 Frontu Ukraińskiego, 57 Armia i część bułgarskiej 1 Armii rozpoczęły 29 marca natarcie w kierunku Mariboru i do 15 kwietnia osiągnęły rubież rzeki Mura.
W połowie kwietnia na terenie Czech znajdowały się jeszcze dość znaczne siły niemieckie. Powodowało to, że tempo natarcia 2 i 4 Frontu Ukraińskiego było bardzo powolne i do początku maja linia frontu praktycznie nie uległa większym zmianom.

## Siły i plany obu stron

### III Rzesza
Na początku maja siły niemieckie na terenie Czech liczyły jeszcze ok. 900 tys. żołnierzy wyposażonych w 9700 dział i moździerzy oraz 1900 czołgów i dział samobieżnych. Teoretycznie miały one także do dyspozycji ok. 1000 samolotów, ale do większości z nich brakowało paliwa. Również zapas materiałów pędnych do pojazdów był niewystarczający. Siły niemieckie składały się w całości z tego co pozostało po Grupie Armii „Środek” dowodzonej przez feldmarszałka Ferdinanda Schörnera. W jej skład wchodziły wtedy 4 i 1 Armia Pancerna oraz 7 i 17 Armia. Część oddziałów niemieckich pochodziła także z Grupy Armii "Ostmark" dowodzonej przez gen. Lothara Rendulica. 

### Alianci
Do likwidacji niemieckiego zgrupowania w Czechach Armia Czerwona przeznaczyła 2 mln 28 tys. żołnierzy, w tym 139 500 rumuńskich (wchodzących w skład 1 i 4 Armii rumuńskiej), 69 500 polskich (wchodzących w skład 2 Armii Wojska Polskiego) i 48 400 czechosłowackich (wchodzących w skład I Korpusu Armijnego), wyposażonych w 30 452 działa i moździerze, 1960 czołgów i dział samobieżnych oraz 3014 samolotów. Główną rolę w działaniach miały odegrać wojska 1 Frontu Ukraińskiego pod dowództwem marszałka Iwana Koniewa atakujące z rejonu Drezna i 2 Frontu Ukraińskiego dowodzone przez marsz. Rodiona Malinowskiego nacierające od strony Brna. Zakładano, że stolica Czech zostanie wyzwolona nie wcześniej niż w połowie maja. Początek działań wyznaczono na 7 maja. Wcześniej, 5 maja, 2 Front Ukraiński wzmocniono 9 Gwardyjską Armią, która razem z 7 Gwardyjską Armią i 46 Armią miała z rejonu na północ od Wiednia prowadzić działania w kierunku Pilzna. W walkach brałby także udział 4 Front Ukraiński (dowodzony przez gen. Andrieja Jeriomienko), który na początku maja wyzwolił rejon Ostrawy. Z jego składu wydzielono specjalną grupę uderzeniową i skierowano ją w kierunku Pragi. Natomiast oddziały czechosłowackie i rumuńskie miały wyzwolić Ołomuniec. 2 Armia Wojska Polskiego i polski 1 Korpus Pancerny miały wyruszyć z rejonu Drezna. Przed przystąpieniem do operacji praskiej 1 Front Ukraiński musiał w ciągu pięciu dni przemieścić o 100-200 km na południe od Berlina trzy armie ogólnowojskowe, dwie pancerne, dwa korpusy pancerne i po jednym zmechanizowanym, kawaleryjskim i artyleryjskim.  

## Przebieg operacji

### Ogólne działania
Kapitulacja Berlina i perspektywa szybkiego zakończenia wojny spowodowały, że w wielu czeskich miastach zaczęto atakować niemieckie garnizony. Największe tego typu powstanie wybuchło w Pradze 5 maja. Początkowo powstańcy wyzwolili część miasta, ale Niemcy szybko przeszli do kontrataku. Spowodowało to przyspieszenie rozpoczęcia ofensywy i 1 Front Ukraiński ruszył już 6 maja. Na decyzję tę wpłynął też fakt, iż 4 maja Amerykanie zaproponowali Sowietom wyzwolenie Czech do Wełtawy i Łaby. Stalin odrzucił tę propozycję i z uwagi na szybkie postępy wojsk amerykańskich w Czechach rozkazał przyspieszyć ofensywę w kierunku Pragi. Ranem 6 maja podczas rozpoznania bojem stwierdzono, że na wielu odcinkach przeciwnik opuścił pozycje i cofa się na zachód. W takiej sytuacji podjęto decyzję o przyspieszeniu działań i po południu rozpoczęto przygotowanie artyleryjskie. Następnie ruszyły 3 Gwardyjska Armia i 13 Armia, 3 i 4 Gwardyjska Armia Pancerna oraz 4 i 25 Gwardyjski Korpus Pancerny, a wieczorem dołączyła do nich 5 Gwardyjska Armia. Tego samego dnia poddał się garnizon Wrocławia. Do wieczora następnego dnia 4 Gwardyjska Armia Pancerna i 13 Armia posunęły się o 45 km, a 3 Gwardyjska Armia wyzwoliła Miśnię. Jednocześnie 3 Gwardyjska Armia Pancerna i 5 Gwardyjska Armia zaczęły szturm Drezna. 
Sytuacja powstańców w Pradze 7 maja stała się krytyczna. Niemcy ponownie opanowali centrum miasta i zaczęli represje wobec mieszkańców. Zmusiło to wojska 1 Frontu Ukraińskiego do rozpoczęcia działań przed osiągnięciem pełnej gotowości. Jednocześnie z terytorium Węgier ruszyła 7 Gwardyjska Armia, która przerwała front na szerokości 25 km i głębokości 12 km. W powstały wyłom skierowano 6 Gwardyjską Armię Pancerną 2 Frontu Ukraińskiego. Na północ od Wiednia ruszyły także 9 Gwardyjska Armia i 46 Armia. Do wieczora czołgi przebyły 50 km, wyzwalając Jaroměřice nad Rokytnou i Igławę. Do Pragi było jeszcze daleko, ale sytuację powstańców uratowały oddziały Rosyjskiej Armii Wyzwoleńczej, które przeszły na stronę powstańców, co zdecydowanie zmieniło stosunek sił. Była to formacja utworzona z jeńców i dowodzona przez gen. Andrieja Własowa. Na pomoc powstańcom chciał też ruszyć gen. George Patton, którego oddziały znajdowały się znacznie bliżej, ale Sowieci kategorycznie odmówili.
Wieczorem 8 maja prawe skrzydło 1 Frontu Ukraińskiego weszło na terytorium Czech na głębokość 40 km. Czołowe oddziały pancerne miały do Pragi jeszcze 70–80 km. Tego samego dnia zostało zajęte Drezno. Wieczorem oddziały niemieckie walczące w Pradze zawarły rozejm z powstańcami i zaczęły się wycofywać w kierunku wojsk amerykańskich z zamiarem złożenia broni po drugiej stronie linii demarkacyjnej. W nocy do miasta weszły pierwsze oddziały pancerne Armii Czerwonej. Dojście – z wielu kierunków – do Pragi oddziałów radzieckich uniemożliwiło zorganizowane odejście na zachód głównych sił Grupy Armii „Środek” znajdujących się na wschód od stolicy Czechosłowacji. Większość otoczonych oddziałów poddała się 10 i 11 maja. Do niewoli trafiło ok. 860 tys. ludzi. Zdobyto 9500 dział i moździerzy, 1800 czołgów i dział samobieżnych oraz 1100 samolotów. Jednocześnie do 11 maja oddziały posuwające się na zachód doszły do linii Chemnitz – Karlowe Wary – rejon Pilzna, nawiązując bezpośredni kontakt z United States Army.

### Działania 2 Armii Wojska Polskiego
Zadaniem 2 Armii Wojska Polskiego wraz z sąsiadującymi oddziałami Armii Czerwonej było zniszczenie zgrupowania drezdeńsko-zgorzeleckiego, a następnie nacieranie i wyjście nad Łabę oraz uderzenie w kierunku Pragi. Zadanie pościgu za wycofującymi się wojskami niemieckimi otrzymał 1 Korpus Pancerny, który miał rozpocząć natarcie po dojściu czołowych dywizji piechoty 2 Armii WP do linii Gade – Leutwitz – Burkau.

7 maja polskie czołgi ruszyły do natarcia. Por. Waldemar Gajewski, dowódca jednej z kompanii w 1 Brygadzie Pancernej, pisał: 
Działania przebiegały pomyślnie. 4 Brygada Pancerna mając zadanie osłony głównych sił armii w kierunku Budziszyna do końca dnia opanowała: Rothnaublitz, Medewitz. 2 Brygada Pancerna wprowadzona do walki na nowym kierunku wspólnie z 1 Brygadą Piechoty Zmotoryzowanej, podeszły wieczorem do m. Bischofswerda. Tu napotkały silny opór wroga. 3 Brygada Pancerna po złamaniu oporu nieprzyjaciela w m. Burkau, w godzinach popołudniowych dotarła do m. Rammenau. O tę miejscowość stoczyła zaciekłą walkę. Nie trwało to jednak długo. Nasza przewaga była znaczna. Pod koniec dnia zgrupowanie 3 Brygady Pancernej wyszło na zachód od miejscowości Bischofswerda. W tych działaniach zdobyto wielu jeńców i sprzętu wojennego. Z tymi jeńcami to był zawsze problem. Poddawali się pojedynczo w mniejszych i większych grupach i nie wiadomo było co z nimi zrobić. Piechota przeważnie posuwała się za nami, niekiedy o parę kilometrów. Mieliśmy w zasadzie jedyne wyjście, które stosowaliśmy. Po rozbrojeniu, wyznaczeniu starszego kazaliśmy czekać na podejście naszej piechoty. Podobna sytuacja miała miejsce ze zdobytym sprzętem. Takie "prezenty" piechota chętnie przyjmowała i zapisywała na swoje waleczne konto.

#### Natarcie w kierunku Łaby
Rano 8 maja 2 Brygada Pancerna razem z oddziałami 3 Brygady Pancernej i 1 Brygady Piechoty Zmotoryzowanej zdobyła Bischofswerda. W dalszych działaniach 1 Korpus Pancerny miał tak szybko jak to możliwe dotrzeć do Łaby i zająć most w miejscowości Bad Schandau. Jednak zanim 1 Korpus Pancerny mógł uderzyć na Bad Schandau musiał zdobyć miasto Neustadt in Sachsen. Jednocześnie 7 i 8 Dywizja Piechoty po złamaniu niemieckiej obrony powinny przekroczyć granicę niemiecko-czeską w Sudetach.
Dowódca 1 Korpusu Pancernego wydał rozkaz zajęcia Neustadt z marszu. Jednak wykonanie tego zadanie nie było łatwe. Miasto posiadało silną obronę, broniły go najlepsze oddziały niemieckie znajdujące się w tym rejonie. Jako pierwsza uderzyła 3 Brygada Pancerna, która próbowała zdobyć miasto atakiem frontalnym. Atak ten zakończył się porażką i z tego powodu dowódca korpusu wydał rozkaz oskrzydlenia miasta, aby ograniczyć straty. Od zachodu atakowała 2 Brygada Pancerna, od wschodu 1 Brygada Piechoty Zmotoryzowanej, natomiast od czoła 3 Brygada Pancerna. Walki w mieście trwały godzinę. Z powodu przewagi polskich oddziałów jednostki Wehrmachtu wycofały się do Hohnstein. Po zdobyciu Neustadt 1 Korpus Pancerny ruszył do ataku na Bad Schandau. Jednak żeby dotrzeć do miasta korpus musiał wyjść z wąwozu bronionego przez niemieckie jednostki przeciwpancerne. 

Jako pierwszy do Bad Schandau dotarł patrol 2 Brygady Pancernej, który z zaskoczenia zdobył przyczółki na rzece i utrzymał most do czasu przybycia głównych sił korpusu. 9 maja oddziały polskie opanowały miasto. Jednostki niemieckie broniące przeprawy wycofały się do lasów w pobliżu miasta. Wojska 1 Korpusu Pancernego nacierające na Bad Schandau nie poniosły żadnych strat. Por. Gajewski napisał: 
Dzień zakończenia wojny – dzień zwycięstwa i kapitulacji Niemiec hitlerowskich, przywitaliśmy z wielką radością. Cieszyliśmy się z dobrze spełnionego obowiązku wobec Ojczyzny. Nie wszyscy jednak dzień ten mogli obchodzić radośnie i beztrosko. W rejonie Sudetów dowództwo grupy armii "Centrum" nie podporządkowało się aktom kapitulacji, nie chciało złożyć broni. Aby temu zapobiec i ostatecznie rozbić wroga, działania trwały.

#### Ostatnie walki

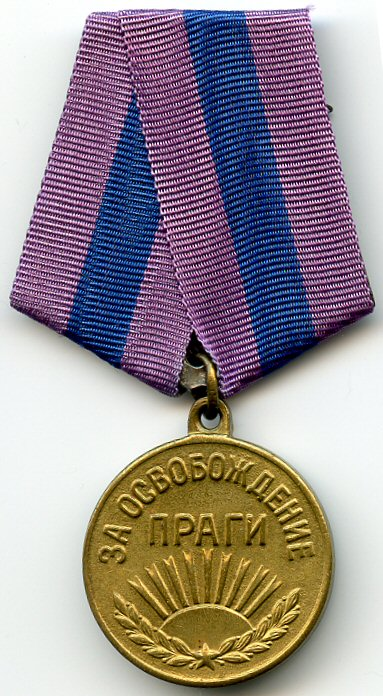
Medal „Za wyzwolenie Pragi”

W maju 1945 roku miasto Schirgiswalde, położone na Łużycach, było atakowane przez 8 Dywizję Piechoty. Jednostki niemieckie, broniące tej miejscowości, zostały zmuszone do wycofania się na południe. Kolejną miejscowością na drodze nacierającej polskiej dywizji była wioska Lobendava w pobliżu granicy czesko-niemieckiej. W tej wiosce, 8 maja, już po podpisaniu bezwarunkowej kapitulacji przez III Rzeszę, w walkach poległo 19 polskich żołnierzy z 34 pułku 8 Dywizji Piechoty. 
Kapitulacja III Rzeszy nie oznaczała jednak końca walk 2 Armii Wojska Polskiego. Jeszcze po 8 maja na terenie Czech zginęło kilkudziesięciu żołnierzy polskich, a kilkuset zostało rannych. 

Najbardziej wysuniętą na południe jednostką polską był 1 Korpus Pancerny. Por. Gajewski pisał: 
Szybkim marszem po trudnych górzystych drogach mimo stosowanych przez wroga przeszkód, brygady stale posuwały się do przodu i w godzinach wieczornych 9 maja osiągnęły: Kravaře, Czeska Lipa. Przebycie naszych czołgów wywołało panikę wśród cofającego się nieprzyjaciela. Dowódcy brygad wykorzystując sprzyjającą sytuację postanowili zwiększyć szybkość działania by przeciąć odwrót w kierunku Pragi. Nastał już wieczór, a my wciąż kontynuowaliśmy pościg. Po krętych, wąskich, górzystych drogach z wielkim trudem, stale posuwając się do przodu. Wiele rozbitych kolumn niemieckich szło w jednym kierunku z nami. Nie było możliwości brania ich do niewoli, pozostawiliśmy to piechocie, która za nami podążała.
10 maja 1945 roku czołowe jednostki korpusu dotarły do Mielnika. W tym mieście jednostki polskie zakończyły swoje działania. W okresie od 7 do 10 maja 1945 roku oddziały 2 Armii Wojska Polskiego zniszczyły kilkanaście czołgów i dział pancernych przeciwnika oraz wzięły do niewoli ponad 3000 żołnierzy niemieckich.
Walki 2 Armii Wojska Polskiego w maju 1945 roku zostały upamiętnione na Grobie Nieznanego Żołnierza w Warszawie, napisem na jednej z tablic w okresie po II wojnie światowej – „Melnik 4 V 1945”.